# مولسبرگ (گرمانی)
مولسبرگ (به آلمانی: Molsberg) یک شهر در آلمان است که در وستروالدکرایس واقع شده‌است. مولسبرگ ۴۶۸ نفر جمعیت دارد.